# Лубенченко, Константин Дмитриевич
Константи́н Дми́триевич Лубе́нченко (род. 27 октября 1945, Можайск) — советский и российский государственный деятель, юрист, вице-президент Ассоциации региональных банков России, последний председатель Совета Союза Верховного Совета СССР (1991—1992).

## Биография
С 1964 по 1965 год — электрик предприятия п/я 12, город Жуковский.
С 1965 по 1966 год — слесарь предприятия п/я 15, город Жуковский.
С 1966 по 1967 год — слесарь, радионастройщик КБ радиостроения, город Жуковский.
С 1967 по 1968 год — лаборант Всесоюзного электротехнического института связи, город Москва.
С 1968 по 1973 год — электромеханик Управления кабельной магистрали 22, город Москва.
В 1973 году окончил юридический факультет МГУ, кандидат юридических наук(1978).
С 1976 г. ассистент, а с 1981 г. доцент кафедры теории государства и права юридического факультета Московского государственного университета.
С 1989 года — народный депутат СССР от Раменского территориального избирательного округа Московской области. Был избран членом Совета Союза Верховного Совета СССР, входил в Межрегиональную депутатскую группу.
С 1990 года — заместитель председателя Комитета Верховного Совета СССР по законодательству.
В 1990—1991 годах — Председатель Международной ассоциации парламентариев.
C марта 1991 года — член Комитета Верховного Совета СССР по законодательству и правопорядку.
В 1991 году — член совета Фонда социально-политических исследований.
28 октября 1991 года — 2 января 1992 года — председатель Совета Союза Верховного Совета СССР, сформированного по согласованию с высшими органами 6 союзных республик на основании Закона СССР от 05.09.1991 «Об органах государственной власти и управления Союза ССР в переходный период».
С января 1992 года являлся советником председателя Конституционного Суда Российской Федерации.
Председатель Координационного совета московской организации Движения в поддержку парламентаризма (1992—1993).
С января 1992 до сентября 1993 года — генеральный директор Парламентского центра Верховного Совета России. Подал в отставку с этого поста по причине «некоторых расхождений в понимании роли Парламентского центра в установлении и развитии парламентаризма в России».
По сведениям Г. А. Сатарова Лубенченко в августе 1993 года сообщил Ельцину, что коммунисты свозят оружие в Парламентский центр, и что, якобы, именно это инициировало  публикацию указа № 1400 о роспуске Съезда народных депутатов и Верховного Совета.
С 1993 по 1994 год — доцент кафедры юридического факультета МГУ им. М. В. Ломоносова.
В 1994—1995 годах — начальник Юридического департамента Банка России;
В 1996 году — член Комитета банковского надзора Банка России.
С 1995 до сентября 1999 года — заместитель председателя Банка России.
С 14 января по 28 июня 2000 года — министр Российской Федерации в первом правительстве В. В. Путина.
В 2000 году являлся полномочным представителем Правительства Российской Федерации в Государственной думе.
С 2001 года председатель правления ООО «Юридический центр: право и консалтинг».
Доцент кафедры теории государства и права и политологии юридического факультета МГУ.
Член Попечительского Совета Фонда ИНДЕМ.
Член Московского клуба юристов, адвокат Московской областной коллеги адвокатов.
Увлекается историей, философией, художественной литературой, йогой и каратэ. Любит рисовать.
Женат, имеет сына Дмитрия. До 1992 года жил в городе Жуковский Московской области.